# エア (タレント)
エア（1997年10月18日 - ）は宮城県出身の女性YouTuber。クリエイターユニット｢くれいじーまぐねっと｣のメンバー。スターレイプロダクション所属。血液型はO型。

## 人物
- くれいじーまぐねっとのおバカ担当[1]。
- 天真爛漫なキャラクターとおもしろ発言で動画を盛り上げる反面、ジムで鍛えた美ボディーをアップしている自身のInstagramには男女問わず熱烈なファンを抱える[1]。
- 身長は165cmで、足のサイズは24.5cm。右利き[動画 1]。

## 経歴
なんとなく暇つぶし感覚でオーディションに参加したところ見事合格し、2018年2月に事務所の勧めで｢くれいじーまぐねっと｣メンバーとしてYouTube活動を始める。
2022年9月23日、自身のアンダーウェアブランド、「福寿外貌」(ふくじゅがいぼう）の販売を開始。

## 出演

### テレビ番組
- #ミレニアガール（2020年2月、フジテレビ）[4][リンク切れ]
- 痛快TV スカッとジャパン（2020年5月、フジテレビ）[5][リンク切れ]

### 動画
1. ↑  くれいじーまぐねっと CrazyMagnet (2 December 2023). 今年はこれで締めくくろうと思ったら男子への不満爆発して大炎上不可避... YouTube (YouTube). 2024年11月21日閲覧。